# Женщина с корзиной фасоли в огороде
«Женщина с корзиной фасоли в огороде» — картина голландского художника Питера де Хоха, датированная 1651 годом, хотя более вероятно, что она была написана в 1661 году. На картине изображена служанка или хозяйка, собирающая урожай в саду. Хранится в коллекции Базельского художественного музея.

## Описание картины
На картине изображена сцена в летнем саду. У правого края картины на лужайке, поросшей сорняками, стоит женщина. В руках она держит корзину с бобами, которые, вероятно, сорвала с куста позади себя. Простая одежда указывает на её положение служанки, но жемчужные серьги, которые она носит, могут также указывать на её положение хозяйки дома. На заднем плане также присутствует хорошо одетый джентльмен.
Слева находится дом, по кирпичной стене которого вьются лианы. Фасад прерывают тонкие пилястры из натурального камня, небольшие окна с красными ставнями и дверь с козырьком на заднем плане. На ставне на переднем плане изображен портрет дворянина с орденом Золотого руна, впоследствии идентифицированный как портрет Карла V. Стена дома окаймлена цветами и декоративными растениями. Дорожка отделяет сад от дома. За забором на заднем плане виден ступенчатый фронтон другого дома. Большую часть картины занимает небо, на котором видно только одно облако.
Питер де Хох особенно тщательно выстраивал перспективу. Исчезающие линии направлены к небольшому отверстию справа от центра картины. Картина отличается точностью в передаче растений и архитектуры, которые изображены детально. В ней преобладают красные и зелёные тона, которые представлены в различных оттенках.

## Датировка
Дата на картине — 1651 год, но, возможно, она была добавлена позже кем-то другим. В пользу этого говорит тот факт, что де Хох всё ещё писал сцены из таверн с солдатами около 1651 года. Кроме того, живопись Питера де Хоха в это время была ещё гораздо более свободной. Это позволяет предположить, что картина была написана около 1660 года, то есть примерно во время его переезда в Амстердам.

## Провенанс
Картина долгое время находилась в одной из английских коллекций. До 1912 года картина была продана и впоследствии перепродана ещё несколько раз, в том числе дважды через парижский арт-дилерский дом Duveen. В 1958 году Макс Гельднер передал её в дар Базельского художественного музея.